# Gap-Modell

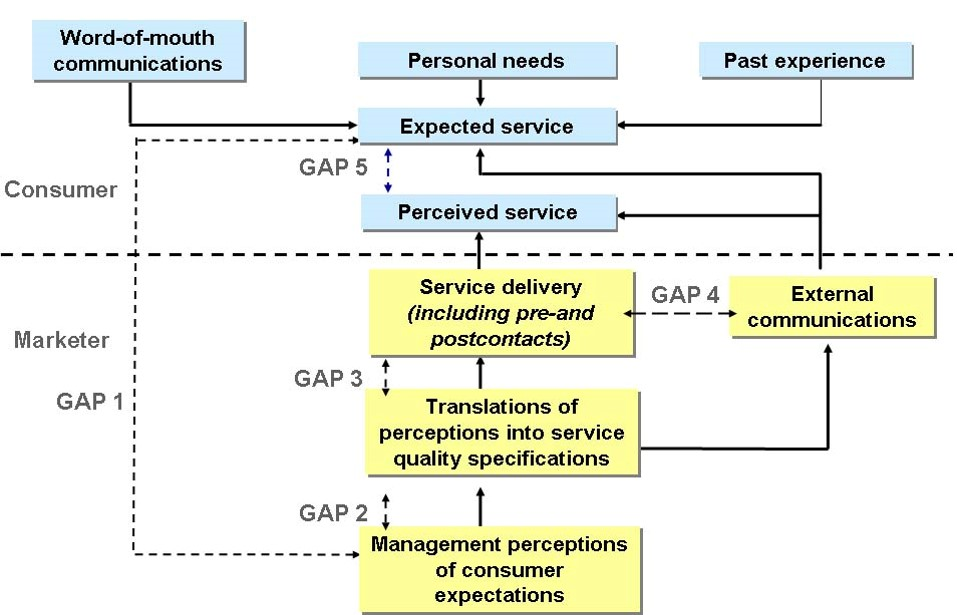
Gap-Modell (englisch)

Das Gap-Modell (von gap [gæp], engl. „Lücke“, auch PZB-Modell genannt) ist ein Verfahren der betriebswirtschaftlichen Qualitätssicherung im Dienstleistungsmanagement und -marketing sowie Grundlage des Servqual-Verfahrens. Es zeigt anhand von strategischen Qualitätslücken (Gaps) mögliche Ursachen, die zu einer Abweichung von kundenseitig erwarteter und wahrgenommener Dienstleistungsqualität (Gap 5) führen. Daraus kann abgeleitet werden, welche Lücken gefüllt werden müssen, um eine kundengerechte Dienstleistungsqualität zu erzeugen.

## Geschichte und Idee
Dieses Idealmodell wurde 1985 von den Amerikanern A. Parasuraman, Valarie Zeithaml und Leonard L. Berry entwickelt, daher stammt auch der Name. Sie sammelten kundenseitige Bewertung über die Qualität der Dienstleistungen und befragten Führungskräfte. Diese Untersuchung fand in Banken, Kreditkartenunternehmen, Wertpapierhändlern und Reparaturserviceanbietern statt. Sie leiteten daraus ab, dass es fünf Diskrepanzen (Gaps oder Lücken) zwischen den Erwartungen der Kunden und des Dienstleistungsanbieters hinsichtlich der Qualitätsbeurteilung und -wahrnehmung gibt. Diese werde im PZB-Modell dargestellt.
Nach dem Modell lassen sich die Diskrepanzen zwischen Kundenerwartung und der wahrgenommenen Dienstleistung (Gap 5) nur beheben, indem alle Lücken auf der Anbieterseite (Gap 1–4) geschlossen werden.

## Ziel
Der Ausgangspunkt des Gap-Modells ist das perfekte Verhalten aller Beteiligten, damit eine ideale Dienstleistungsqualität erhalten bleibt: Der Kunde verfügt eine klare Vorstellung von seinem Bedarf und kommuniziert diesen auch eindeutig. Management, Qualitätssicherung und Serviceeinheiten des Unternehmens wiederum erkennen dieses Kundenbedürfnis perfekt, leiten daraus die richtigen Maßnahmen ab und setzen diese zu 100 % um.
Eine derart perfekte Kundenbeziehung ist allerdings bei maximalem Einsatz nicht erreichbar.  Zwischen diesen können sich Lücken auftun, welche aus verschiedene Faktoren – wie beispielsweise Missverständnisse, Fehleinschätzungen und das Verhalten der am Dienstleistungsprozess beteiligten Personen – zu Diskrepanzen zwischen Idealmodell und Realität führen. Damit liefert dieses Modell konkrete Verbesserungshinweise für die Praxis.

## Teile des Gap-Modells
Das Modell nach Parasuraman, Zeithaml und Berry zeigt fünf mögliche Lücken, die in kunden- und anbieterbezogene Lücken unterschieden werden:
- Kundenbezogene Lücken finden in Dienstleistungsprozessen statt, also in Geschäftsprozessen, in die der Kunde einbezogen ist. Beispiele dafür sind Frontoffice-Aktivitäten wie Kundenberatung oder Buchung.
- Anbieterbezogene Lücken entstehen bei Geschäftsprozessen, in die der Kunde keinen Einblick hat. Dazu gehören Backoffice-Aktivitäten wie interne Kommunikation im Unternehmen oder Bereitstellung von Ressourcen.

### Gap 1: knowledge gap
Gap 1 beschreibt die Diskrepanz zwischen den Erwartungen des Kunden und der Kundenerwartung in der Wahrnehmung des Managements. Besitzt das Management keine genaue Kenntnis über die Kundenerwartung und welche Faktoren diese prägen, entsteht oder erweitert sich Gap 5. Das Management, das die Kundenerwartungen nicht kennt oder falsch einschätzt, steht daher im Mittelpunkt.
Im Wesentlichen werden die Erwartungen der Kunden gegenüber dem Anbieter durch vier Einflussfaktoren beeinflusst:
1. ihre individuellen Bedürfnisse
2. ihre Erfahrungen
3. Mundpropaganda
4. externe Unternehmenskommunikation

Mögliche Ursachen der Wahrnehmungslücke sind:
1. unzureichende Marktforschung, die nicht auf Kundenzufriedenheit fokussiert ist
2. fehlende Kommunikation mit der Führungsebene im Unternehmen
3. geringe Ausrichtung auf Kundenbeziehungen[5]

### Gap 2: policy gap
Gap 2 beschreibt die Diskrepanz zwischen der Kundenerwartung in der Wahrnehmung des Managements und der Umsetzung in Vorgaben zu Designs und Standards.
Mögliche Ursachen liegen in einer geringen Kundenorientierung und können dem Management zugeordnet werden. Weitere Gründe sind unklare Vorgaben und eine unangemessene Gestaltung des Dienstleistungsumfeldes.

### Gap 3: delivery gap
Die Leistungslücke beschreibt die Diskrepanz zwischen den internen Vorgaben zur Dienstleistungsqualität und der tatsächlichen Dienstleistungserbringung. Ihr Umfang ist von mehreren Faktoren abhängig: Wichtig sind die Fähigkeiten und die Leistungsbereitschaft der Beschäftigten, die die Dienstleistung erbringen. Auch die Mitwirkung der Kundinnen und Kunden ist wichtig – fehlen ihnen Informationen, kann das die Qualität der Dienstleistungserbringung negativ beeinflussen. Eine weitere Herausforderung ist es, Dienstleistungen über Mittelsleute wie Franchisenehmer, Makler oder Agenturen zu erbringen.
Als Ursachen für Gap 3 kommen in Frage:
1. überfordertes Personal (Mitarbeiter-Arbeitsplatz-Entsprechung)
2. fehlende Unterstützung durch Geräte (Technologie-Arbeitsplatz-Entsprechung)
3. Unklares Rollenverständnis und Rollenkonflikte[8]
4. unzureichende Befähigung, Kontrolle oder Teamwork der Beschäftigten
5. fehlende Abstimmung von Angebot und Nachfrage
6. schlechtes Beschwerdemanagement[9]

### Gap 4: communication gap
Gap 4 beschreibt die Diskrepanz zwischen der Dienstleistungserbringung und der Kundenkommunikation. Hier fehlt die Übereinstimmung der vermittelten Informationen über die Dienstleistung mit der tatsächlich erhaltenen Leistung. So kann es zu Enttäuschungen und Unzufriedenheit kommen, wenn die Kundenversprechungen nicht eingehalten werden können. Die Ursache für Gap 4 liegt meistens an einer fehlenden konsistenten und integrierten Marketingkommunikation.
Als weitere Ursachen für Gap 4 kommen in Frage:
- fehlende interne Kommunikation, etwa zwischen verschiedenen Abteilungen
- Neigung zu übertriebene Versprechungen[8]
- schlechtes Management der Kundenerwartungen[11]

### Gap 5: customer gap
Die Diskrepanz zwischen der erwarteten und der wahrgenommenen Dienstleistungsqualität ist der eigentliche Ausgangspunkt des Modells, in welche Gap 1–4 münden. Diese Lücke gibt also an, wie hoch der Grad der Erfüllung der Kundenerwartung ist. Damit hängt Gap 5 von den Größen der übrigen Lücken ab., nur durch die indirekte Minimierung der übrigen Gaps kann auch Gap 5 verringert werden. Ist diese Lücke zu groß, droht die Abwanderung des Kunden. Die Messung von Gap 5, z. B. durch den Servqual-Ansatz oder den Critical-Incident-Ansatz, ist entscheidend.

## Aufwand
Das Gap-Modell lässt sich in Abhängigkeit von den angebotenen Dienstleistungen und deren Umfang erstellen. Ein vollständiges Gap-Modell beruht auf den Erwartungen von Kunden und wird anhand von Marktforschungen analysiert und ausführlich dokumentiert.

## Weiterentwicklungen

### Internes Dienstleistungsqualitätsmodell
Das Gap-Modell kann man auch auf interne Dienstleistungen anwenden und nicht nur in seinem grundlegenden Denkmuster auf den externen Kunden. So entwickelten F. A. Frost und M. Kumar das Modell INTSERVQUAL mit den Gaps 1, 3 und 5:
- Gap 1: Ist die Diskrepanz zwischen den Erwartungen der internen Kunden und der Wahrnehmung der internen Dienstleister bezüglich der Erwartungen der internen Kunden.

- Gap 3: Ist die Diskrepanz zwischen der Übertragung von Vorstellungen in Dienstleistungsqualitätsspezifikationen.

- Gap 5: fokussiert sich auf die Diskrepanz zwischen der erwarteten und der wahrgenommenen Dienstleistung aus Perspektive der internen Kunden.[13]